# Brittany Daniel
Brittany Ann Daniel (Gainesville (Florida), 17 maart 1976) is een Amerikaanse film- en televisieactrice. In haar tienerjaren was ze samen met haar tweelingzus Cynthia Daniel model. Ze debuteerde als actrice met een vaste rol als Jessica Wakefield in de televisieserie Sweet Valley High. Ook haar tweelingzus speelde daarin mee.

## Filmografie
*Exclusief televisiefilms
- Skyline (2010)
- Loveless in Los Angeles (2007)
- Last of the Romantics (2007)
- The Hamiltons (2006)
- Little Man (2006)
- Rampage: The Hillside Strangler Murders (2006)
- Dirty (2005)
- White Chicks (2004)
- Club Dread (2004)
- Joe Dirt (2001)
- Sonic Impact (1999)
- The Basketball Diaries (1995)

## Televisieseries
*Exclusief eenmalige gastrollen
- The Game - Kelly Pitts / ... (2006-heden)
- It's always sunny in Philadelphia - Carmen S01/(at least) S11
- That '80s Show - Sophia (2002, dertien afleveringen)
- Dawson's Creek - Eve Whitman (1999, vier afleveringen)
- Sweet Valley High - Jessica Wakefield (1994-1997, 58 afleveringen)